# Dalton, Georgia
Dalton är en stad (city) i Whitfield County, i delstaten Georgia, USA. Enligt United States Census Bureau har staden en folkmängd på 33 313 invånare (2011) och en landarea på 53,2 km². Dalton är huvudort i Whitfield County.